# دورفردن
دورفردن (به آلمانی: Dörverden) یک شهر  در آلمان است که در وردن واقع شده‌است. دورفردن ۹٬۴۵۴ نفر جمعیت دارد.